# The Deification
The Deification — четвёртый студийный альбом голландского блэк/авангард-метал-проекта De Magia Veterum, выпущенный 22 октября 2012 года на лейбле Transcendental Creations.

## Отзывы критиков
| Оценки критиков | Оценки критиков |
| Источник        | Оценка          |
| --------------- | --------------- |
| AllMusic        | [ 1 ]           |

Музыкальный журналист Нед Раггетт из AllMusic поставил альбому четыре из пяти звёзд и сказал: «грохот бластбитов и искаженный вокал как всегда присутствуют, но это скорее содрогающаяся волна, чем полное разрушение, медленное, идеальное сокрушение, которое, наконец, приостанавливается, прежде чем снова зазвучать еще более грозно».
Критики отмечали сходство с Merzbow и другими проектами Мауриса де Йонга, такими как Gnaw Their Tongues, Cloak of Altering и Aderlating: «The Deification — это скорее поэтическое изображение хаоса таким, какой он есть на самом деле».

## Список композиций
| №                   | Название              | Длительность |
| ------------------- | --------------------- | ------------ |
| 1.                  | «Eradication»         | 1:27         |
| 2.                  | «Thorns»              | 4:26         |
| 3.                  | «Passage»             | 5:26         |
| 4.                  | «Passage»             | 4:25         |
| 5.                  | «Shall Not Take Form» | 5:33         |
| 6.                  | «Purity»              | 4:51         |
| 7.                  | «The Deification»     | 3:48         |
| Общая длительность: | Общая длительность:   | 29:56        |

## Участники записи
- Маурис де Йонг — вокал, инструменты, запись, сведение, обложка[3]

## История выпуска
| Регион | Дата | Лейбл                    | Формат | Номер в каталоге |
| ------ | ---- | ------------------------ | ------ | ---------------- |
| Канада | 2012 | Transcendental Creations | CD     | TC015            |